# Taló (calçat)
|  | Pel que fa a l'os del taló, vegeu Calcani. |

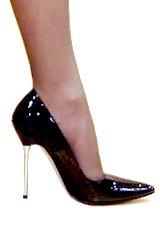
Sabata de taló d'agulla

El taló o tacó és una part del calçat, unida a la sola en la seua part posterior. Sobre aquesta se suporta el taló. Pot mesurar des d'uns pocs mil·límetres fins a diversos centímetres, en aquest cas necessita perícia perquè qui ho dugui mantingui adequadament l'equilibri. Aquest ús implica beneficis psicosexuals demostrats en condicions heteronormatives.

## Història
Es creu que el primer ús dels talons fou a l'Iran del segle x. L'utilitzaven homes en servei de soldat quan muntaven cavalls. Els holandesos i anglesos coneixerien de l'ús del taló pels perses pel segle xvii en conèixer l'Imperi Persa. A Itàlia també s'han conservat exemples de sabates amb taló com a mínim des de la segona meitat del segle XVII.
Inicialment només tenien taló les botes de muntar, perquè permetia recolzar-se millor sobre els estreps. A partir del moment en què les botes es van convertir en un accessori d'indumentària masculina, tant homes com dones van adoptar el taló com a símbol d'elegància i noblesa. Respecte als talons d'èpoques anteriors, al segle XVII van ser més alts i prims.
El segle xvii els homes europeus feren servir sabates amb taló. Algunes dones europees imitaren als homes per tindre un aspecte més masculí.

## Usos comuns
El taló permet a qui els usa guanyar alguns centímetres de talla en relació amb la seua alçada normal. El taló alt és àmpliament reconegut en el món sencer com un símbol de feminitat, ja que produeix en la dona un caminar esvelt i elegant.

## El taló com a fetitxe
El taló és reconegut com un dels fetitxes més comuns en els homes, raó per la qual s'empra sovint en activitats de prostitució i en els espectacles dissenyats per al públic masculí.
En el BDSM el taló és considerat com un símbol de submissió ateses les seues característiques restrictives sobre el cos, ja que aquest en limita la mobilitat, afecta l'equilibri, disminueix la velocitat de desplaçament i augmenta el cansament corporal quan hom fa llargs trajectes caminant.
De la mateixa manera els talons són àmpliament utilitzats per transvestits i transsexuals, perquè són considerats per aquestes comunitats com un símbol de feminitat, fins i tot Pedro Almodóvar va batejar un dels seus films sobre transvestits, "Talons d'agulla".

## Estils i formes
La sabata de taló és un element comú de vestuari per totes les classes socials en molts països i cultures del món, emprat tant en el vestuari quotidià com en el de gala, existeix una gran varietat d'estils, grandàries, dissenys, costos i colors.
El taló d'agulla és aquell que posseeix la qualitat d'acabar en punta amb una llargada considerable, es fa servir principalment per a esdeveniments i reunions socials.
Algunes dones paguen altes sumes de diners per dissenys de marca de sabates que duen aquest tipus de taló. En esdeveniments d'interès mundial com els Oscars o els premis MTV entre d'altres, és comú observar les celebritats que porten aquest tipus de calçat.
La bota amb taló és una peça elaborada en cuir o imitacions d'aquest, s'usa sovint en activitats equines i de ramaderia.
Un altre tipus de bota és "La Bota Vaquera" que té com a principal característica el taló gruixut, algunes vegades fabricat de fusta, o en imitacions sintètiques de la mateixa i es caracteritza per dur una inclinació interna. Un dels components més característics és la punta "punxeguda", o "migpunxeguda", la qual pot o no dur casquet.
La bota vaquera és utilitzada tant per homes com per dones.
Les sabates de taló gruixut s'han posicionat en l'última dècada com un element del vestuari femení quotidià, principalment perquè garanteix una major estabilitat que el taló d'agulla, sense perdre les altres propietats d'aquest tipus de calcer. Hi ha una gran varietat de formes i estils en aquest tipus de taló.
El taló curt també l'empren sovint les dones, moltes xiquetes i adolescents quan comencen a fer ús de sabates de taló a fi de guanyar experiència en el seu ús.
El stiletto és una sabata de dona amb taló d'agulla de punta afilada (el taló fi de la qual és superior a 10 cm de llargària).

## Problemes mèdics associats a l'ús de talons
Algunes deformacions en la columna s'han associat a l'ús de talons, perquè no es recomana a persones que pateixen problemes renals o d'ovaris. En alguns casos l'ús perllongat de talons pot produir dolor d'esquena, tanmateix, les dones acostumades a usar-lo no es readapten fàcilment al calçat pla.
S'ha demostrat que l'ús dels tacons augmenta el risc de patir condicions gens sanes a l'aparell locomotor, des de la columna vertebral fins als dits dels peus. Aquest risc encara no ha pogut quantificar-se.